# رود تاریم

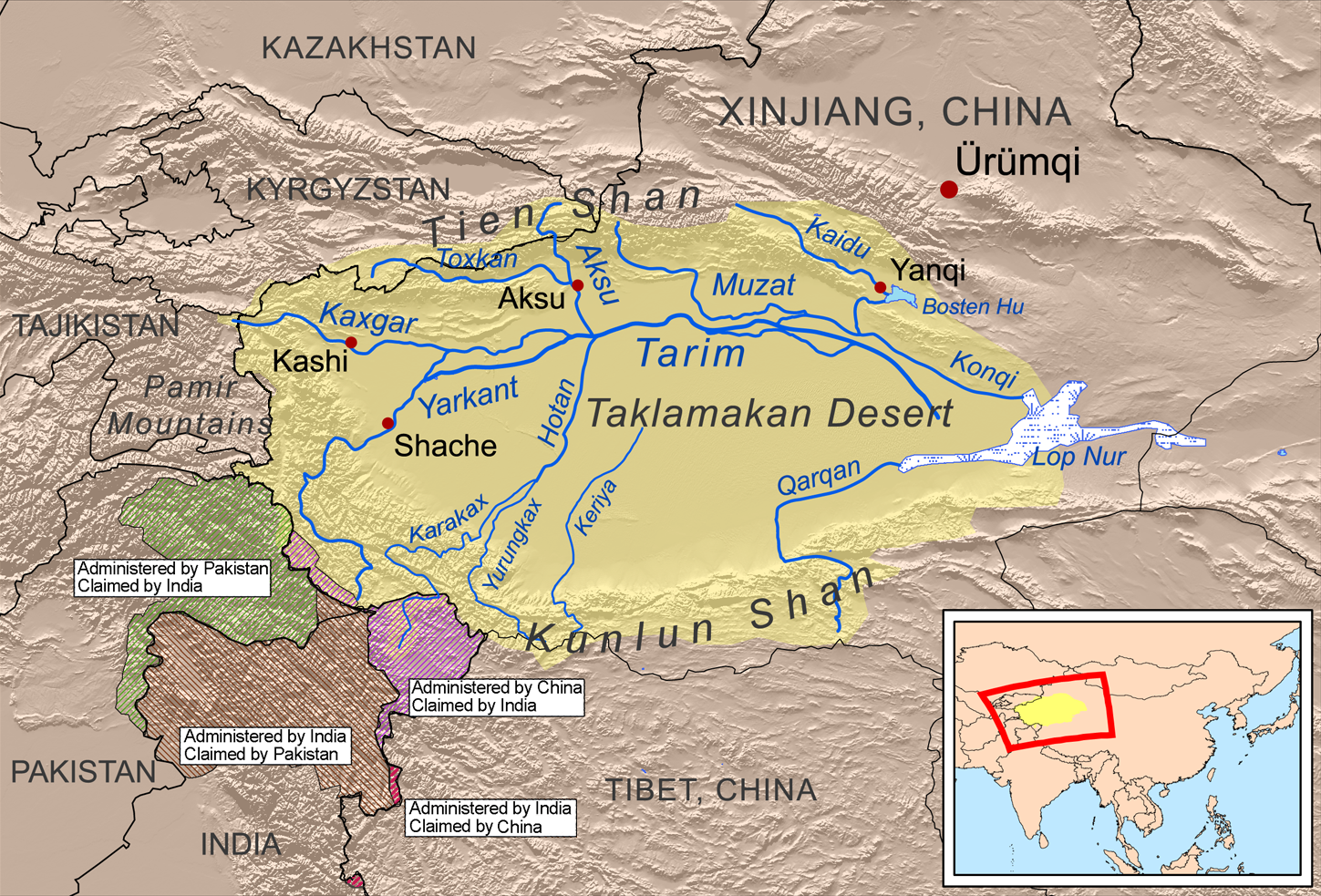

رود تاریم یا تاریم دریا (اویغوری تارىم درياسى، Тарим дәряси؛ ماندارین Tǎlǐmù Hé, 塔里木河) رودی در چین است.
این رود که در منطقه سین‌کیانگ جریان دارد نام آن برگرفته از حوضه تاریم است و مابین رشته‌کوه‌های کونلون و تیان شان واقع شده است، رود تاریم ۲۱۹۰ کیلومتر طول دارد